# Кіневальд (король Мерсії)
Кіневальд (англ. Cynewald) — король британських англів, син Кнебби і молодший брат Кімена. Кіневальд, після знищення Каер-Лінуя (сучасний Лінкольншир), втік у Кент і почав служити місцевому королю. По смерті Кіневальда королем англів став його син Креода.